# Manuel de Meneses
Manuel de Meneses (Lauro Müller, 21 de outubro de 1924 – Florianópolis, 3 de dezembro de 1995) foi um jornalista e político brasileiro.

## Biografia
Nasceu em 21 de outubro de 1924, na cidade catarinense Lauro Müller. Filho de Maria Medeiros de Menezes e de Hermínio Menezes Filho (jornalista, proprietário de jornais e Vereador em Florianópolis/SC). 
Casou com Brasília Silva Menezes, com quem teve: Marcelo, Kátia, Mirela e Cláudio, este último tornando-se futuramente jornalista e apresentador de televisão em Santa Catarina, conhecido como Cacau Menezes.
Manoel dedicou-se ao jornalismo na capital catarinense, Florianópolis. Participou da implantação da primeira emissora de rádio da cidade, a Rádio Guarujá, em 1943, onde posteriormente, apresentou o programa Retalhos d’Alma, inspirado no livro de mesmo nome, de sua autoria. No ano de 1952, fundou o jornal A Verdade, periódico semanal de destaque, voltado para denúncias sobre a política catarinense. Alguns anos depois, criou a Rádio Jornal A Verdade, tendo no programa Mesa Quadrada, debates sobre política, esporte, arte e cultura.
Em Florianópolis, investiu no ramo hoteleiro, foi pioneiro na abertura de hotéis no Morro da Lagoa (Hotel Lancaster) e na Praia da Joaquina (Hotel Praia da Joaquina). Foi proprietário do Dunas Bar, localizado na Lagoa da Conceição.
Figura de grande popularidade na Capital, por sua atuação jornalística, concorreu duas vezes ao cargo de Prefeito de Florianópolis, pelo Partido Trabalhista Nacional (PTN), mas não foi eleito: nas eleições de 1954, venceu Osmar Cunha e, em 1959, Osvaldo Machado. Depois, fazendo parte do Partido Social Progressista (PSP), elegeu-se Deputado Estadual à Assembleia Legislativa de Santa Catarina, com 4.501 votos - o mais votado de seu partido, e tomou posse para a 4ª Legislatura (1959-1963). 
Porém, teve seu mandato cassado em 9 de outubro de 1959, “em face do seu procedimento ser incompatível com o decoro parlamentar. Dias antes, seu pai, Hermínio Menezes Filho, que era vereador em Florianópolis, também perdeu o mandato, pela mesma razão. Foi preso na Penitenciária Pedra Grande, de 1959 a meados de 1960, em livro autobiográfico relatou os fatos desde a eleição até seu encarceramento. Nas eleições de 1982, concorreu à vaga ao mesmo Parlamento, com 1.681 votos, ficou Suplente pelo Partido Democrático Social (PDS) e não foi convocado para a 10ª Legislatura (1983-1987).
Faleceu em 3 de dezembro de 1995 aos 71 anos. Atualmente, seu nome leva o de uma rodovia situada entre a Barra da Lagoa e a Praia Mole. em Florianópolis.